# Jacques Gennen
Jacques Gennen (Lierneux, 23 januari 1948) is een Belgisch politicus voor de PS en voormalig lid van het Waals Parlement.

## Levensloop
Gennen werd doctor in de rechten en licentiaat in het sociaal recht aan de Université Catholique de Louvain. Na eerst jurist en stagiair-advocaat te zijn geweest, werd Gennen actief in de ambtenarij. Van 1976 tot 1979 was hij attaché bij het opleidingsinstituut van de socialistische vakbond FGTB en van 1979 tot 1985 directeur van de dienst sociaal recht van de FGTB-afdeling van de provincie Luik. Ook was hij medewerker van de Fondation André Renard, een economisch en sociaal onderzoeks- en documentatiecentrum dat eveneens aan syndicale vorming doet. Gennen werd eveneens attaché of juridisch raadgever op diverse ministeriële kabinetten en was tussen 1985 en 2004 juridisch raadgever en daarna directeur van de juridische dienst op het ministerie van het Waals Gewest.
Op 22-jarige leeftijd werd hij in oktober 1970 voor de toenmalige PSB, in 1978 herdoopt tot de PS, verkozen tot gemeenteraadslid van Vielsalm, een functie die hij nog steeds bekleedt. Van 1984 tot 1992 was Gennen er OCMW-voorzitter en daarna was hij van 1992 tot 1998 schepen van Onderwijs, Sport en Stedenbouw. In maart 1998 volgde hij Marcel Remacle op als burgemeester van Vielsalm en bleef dit tot in 2006. Na de gemeenteraadsverkiezingen van 2006 werd hij eerste schepen van de gemeente, tot hij eind 2009 ontslag nam. Van 1994 tot 2006 was hij eveneens lid van de Hoge Raad voor Steden, Gemeenten en Provincies van het Waals Gewest en lid van de raad van bestuur van de Waalse Vereniging van Steden en Gemeenten.
Na verschillende keren kandidaat te zijn geweest bij parlementsverkiezingen, werd Gennen in juni 2004 lid van het Waals Parlement en van het Parlement van de Franse Gemeenschap ter opvolging van Philippe Courard, die tot Waals minister was benoemd. In het Waals Parlement concentreerde hij zich vooral op het op punt stellen van juridische teksten en de oprichting van een databank voor Waals recht op het internet. 
Na zijn parlementaire loopbaan werd hij halftijds kabinetsmedewerker van Eliane Tillieux en werd hij in 2014 voorzitter van de Socialistische Mutualiteiten-afdeling van de provincie Luxemburg. Sinds 2014 is hij eveneens voorzitter van de Socialistische Mutualiteiten in de provincie Luxemburg. Ook werd hij bestuurder van de medische helikopterhaven in Bra-sur-Lienne, van het ziekenhuis IFAC in Bastenaken en de intercommunale Vivalia, dat verschillende ziekenhuizen in de provincie Luxemburg uitbaat.